# コルドメ
コルドメ （Cordemais）は、フランス、ペイ・ド・ラ・ロワール地域圏、ロワール＝アトランティック県のコミューン。

## 地理

県におけるコルドメの位置

コルドメはロワール川河口の北岸に位置する。ナントの西34km、サン＝ナゼールの東36kmに位置する。
1999年にINSEEがまとめた順位表によれば、コルドメは都市化された農村型コミューンである。ナント人口集中区域の一部、ナント-サン＝ナゼール都市空間の一部である。コミューンを東西に県道17号線が横切る。コルドメの中心部を東西に県道93号線が横切る。また、南北を県道49号線が縦断する。
鉄道のコルドメ駅は町の北東2.5kmのところにある。
コルドメの起源は、ロワールの川床にあった岩でできた3つの小島にある。小島とは、バジレ、コルドメ、ラ・ペイユである。ペイユの語源はローマ以前にある。それはブルトン語の Venezと同じく隆起を意味する。コルドメ島の周りを小さな2つの島が囲んでいた。12世紀以降、河岸が整備され農業用地のため土地が乾燥させられ、当初の環境の変更が完了した。バジレはブエに併合された。中世にコルドメ島についてわずかしか知られていない。強力なビュジェ修道院と、小規模なブランシュ・クーロンヌ修道院の領地の境界線にコルドメはあった。

## 由来
コルドメはガリア語のCorbilo、またはラテン語の語句Cor Maris（海の心臓部）に由来する。私たちは1060年代に書かれたルドンの特許状台帳の中でCordemesの名を見つけることができる。
地元で話されるオイル語の一種、ガロ語ではCordemaèとなる。

## 歴史
コルドメは、2世紀にさかのぼる、かつてガリア人の港であったコルビロ（fr:Corbilo）があったとされる場所にある。
さらに、聖ヨハネに捧げられた教会が370年にナント司教によってコルドメの領域に建設されている。905年頃、コルドメは珍しい歴史を経験する。フェルナン・ゲリフによれば、コルドメはロワール下流になる有名なノルマン人王国の首都であったという。この王国は、ブルターニュ王アラン1世（fr）治世の最後に現れる。ヴィレーヌ川沿いやブルターニュの島嶼部に定住していたヴァイキングやスカンジナヴィア人と、ブルトン人との間には数々の結びつきがあった。
現在のコルドメの都市部は11世紀、おそらく1040年から1051年の間にさかのぼることができる。サン・ジャン・バティスト・ド・コルドメという名の教会が、Matzという人物からルドンのサン・ソヴール修道院へ寄進されたことが1051年に記載されている。この教会は現在の教会の位置にあった。この時代のコルドメの重要性は、湾の塩の戦略的要衝路に関連がある。これはもちろん、小さな貨物でも、地元の修道院によって課税されれば大きな価値となったからである。コルドメはさらに、封建要塞を背後にもつ避難所ではない、ペイ・ナンテ唯一の塩の町だった。しかし、要塞はロワールの対岸であるフロセとミニョンの間にあった。
1050年頃、コルドメ領主テュテュアル、エスコマール・ド・ラヴォ、サヴネ修道院の院長との間に、土地をめぐる争いがあった。コルドメのブルトン人家系は、ミニョンのスカンジナビア系と見られる領主と密接に結びついていた。
ルドンの修道士たちは、教会の北側に砦を得た。この土地に、彼らはサン・サンソン小修道院を建設し、フランス革命まで共同体は持続した。現在、その場所には十字架、かつて礼拝堂と墓地を取り巻いていた、修道士の壁と呼ばれる壁だけがのこっている。修道士たちはサン・ニコラ港をつくって11世紀から活動し、そこでは塩の貿易が発展していった。
封建的な観点からは、コルドメはドンジュ子爵に依存していた。
19世紀後半、最古の港に泥がたまったため、ラ・コートと呼ばれる港が建設された。彼らはそこで漁業や穀物取引を行っていた。やがてこの港もゆっくりとロワールの泥が沈殿していき、新埠頭と呼ばれる新しい埠頭が1923年に建設された。
第二次世界大戦末期、サン・ナゼール・ポケットがあったため、コルドメを含む河口の隣接自治体におけるドイツ占領は他よりも9ヶ月長く続いた。
1970年、フランス電力の火力発電所がコミューンに建設された。この発電所は、1987年の冬に起きた、ロワール川凍結が原因で川から冷却水がくみ上げられなくなったサン＝ローラン＝デ＝ゾー原子力発電所のための緊急冷却に参加している。この冷却はフランス西部の電力網によって限界まで提供されたため、コルドメ火力発電所が故障して出力が停止した。

## 経済
フランス電力の、石炭を石油を燃料とする火力発電所は、コルドメの経済活動の重要な要素となっている。ウシの畜産は、コミューンの主な農業活動である。

## 人口統計
| 1962年 | 1968年 | 1975年 | 1982年 | 1990年 | 1999年 | 2006年 | 2012年 |
| ------ | ------ | ------ | ------ | ------ | ------ | ------ | ------ |
| 1360   | 1439   | 1817   | 2004   | 2374   | 2518   | 2790   | 3294   |

source=1999年までLdh/EHESS/Cassini、2004年以降INSEE

## 姉妹都市
- ゴンボロ、ブルキナファソ